# Rock to the Rock
Rock to the Rock est une compilation des Wailers qui regroupe des morceaux enregistrés en 1968, parue en 1997 sur le label Jad Records. Elle était sous-titrée The Complete Bob Marley and the Wailers 1967-1972, vol. 1.

## Liste des morceaux
1. Rock to the Rock
2. Rocking Steady [deuxième version]
3. How Many Times
4. Touch Me
5. Mellow Mood [deuxième version]
6. There She Goes [deuxième version]
7. Soul Rebel
8. Put It On [deuxième version]
9. Chances Are
10. Love
11. Bend Down Low [deuxième version]
12. World Is Changing
13. Nice Time [deuxième version]
14. Treat You Right
15. What Goes Around Comes Around
16. What Goes Around Comes Around [version dub]